# 너는 소를 두 마리 가지고 있다

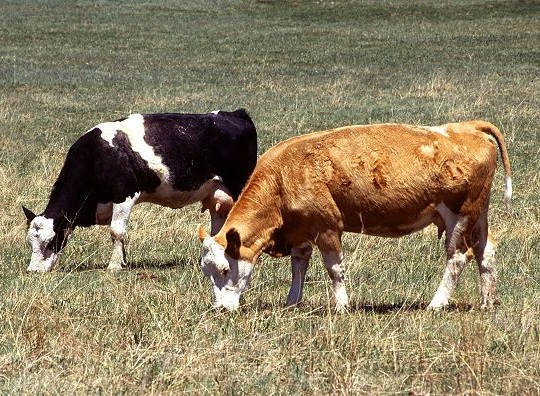
두 소가 관련된 시나리오는 경제 풍자에서 은유로 사용되었다.

너는 소를 두 마리 가지고 있다(영어: You have two cows)는 다양한 정치, 경제 등의 시스템에 대한 정치적 풍자이다.

## 같이 보기
- 민족성